# متسوطة
المُتَسَوِّطَة (الاسم العلمي:Callimastix) هي جنس من الفطريات تتبع فصيلة المتسوطات من رتبة المتسوطيات.

## أنواع المتسوطة
- المتسوطة الصقلوبية
- المتسوطة الجبهية